# Ökologischer Leistungsnachweis
Der Ökologische Leistungsnachweis (ÖLN) ist ein Minimalstandard für die umweltgerechte Landwirtschaft in der Schweiz. Er soll die gute landwirtschaftliche Praxis und die Einhaltung der Gesetze sicherstellen.
Die Einhaltung des ÖLN ist Voraussetzung dafür, dass ein Landwirtschaftsbetrieb Direktzahlungen des Bundes (staatliche Subventionen) erhält. Zentrale Elemente des Standards sind:
- Haltung der Nutztiere nach Tierschutzgesetzgebung
- ausgeglichene Düngerbilanz
- angemessener Anteil an Biodiversitätsförderflächen
- geregelte Fruchtfolge
- geeigneter Bodenschutz
- gezielte Auswahl und Anwendung der Pflanzenschutzmittel

Der Ökologische Leistungsnachweis ist auch Teil der Anforderungen, welche für die Integrierte Produktion gelten; letztere erfordert aber die Einhaltung von zusätzlichen Auflagen.
2004 wurde 97 % der gesamten landwirtschaftlichen Nutzfläche der Schweiz nach ÖLN  beziehungsweise biologisch bewirtschaftet. Die Einführung des 3,5-Prozent-Anteils an Biodiversitätsförderflächen auf Ackerflächen wurde bisher durch das Parlament verhindert und soll nun voraussichtlich erst ab 2025 gelten. Nachdem das bürgerliche Lager bei den Schweizer Parlamentswahlen 2023 zulegen konnte, ist eine tatsächliche Umsetzung noch ungewiss.